# لولوبة بيضاوية
لولوبة بيضاوية (الاسم العلمي:Spiranthes ovalis) هي نوع من النباتات يتبع جنس اللولوبة من الفصيلة السحلبية.

## أسماء مرادفة
- لولوبة جبلية (الاسم العلمي:Spiranthes montana)